# Arthisma pectinata
Arthisma pectinata är en fjärilsart som beskrevs av Alfred Ernest Wileman och Reginald James West 1929.
Arthisma pectinata ingår i släktet Arthisma och familjen nattflyn. Inga underarter finns listade i Catalogue of Life.